# Stazione di San Paolo (Appiano)
La stazione di San Paolo (in tedesco St. Pauls) era una fermata della ferrovia Bolzano-Caldaro che serviva il centro abitato di San Paolo, frazione di Appiano sulla Strada del Vino.

## Storia
La fermata venne inaugurata il 16 dicembre 1898, contestualmente alla Bolzano-Caldaro, a cura della Eisenbahn Tirols.
Nel 1911 il binario della fermata, come il resto della linea originaria, venne elettrificato alla tensione continua di 1200 volt.
Al termine della prima guerra mondiale, con il passaggio dell'Alto Adige dall'Austria all'Italia, l'esercizio della linea passò provvisoriamente in carico alle Ferrovie dello Stato alle quali, nel 1923, subentrò a sua volta la neocostituita Società Anonima Ferrovia Transatesina (SAFT).
Il 1º gennaio 1960 la Società per Azioni Ferrovia del Renon subentrò nell'esercizio della ferrovia che già nell'agosto 1963, in considerazione del cattivo stato di rotabili e impianti, cessò il servizio passeggeri sostituendolo con autocorse; il servizio merci, che non interessava l'impianto, proseguì fino al 1971.
L'ex fabbricato viaggiatori venne in seguito demolito.